# Parastyrax
Parastyrax es un género con dos especies de plantas  pertenecientes a la familia Styracaceae.

## Taxonomía
El género fue descrito por William Wright Smith y publicado en Notes from the Royal Botanic Garden, Edinburgh 12(59): 231–232. 1920. La especie tipo es: Parastyrax lacei  (W.W. Sm.) W.W. Sm.

## Especies aceptadas
A continuación se brinda un listado de las especies del género Parastyrax aceptadas hasta septiembre de 2014, ordenadas alfabéticamente. Para cada una se indica el nombre binomial seguido del autor, abreviado según las convenciones y usos.	
- Parastyrax lacei  (W.W. Sm.) W.W. Sm.
- Parastyrax macrophyllus  C.Y. Wu & K.M. Feng